# 極星號穹丘
71°25′S 24°47′W / 71.417°S 24.783°W
極星號穹丘是南極洲的穹丘，位於科茨地，是威德爾海的三座穹丘之一，其餘為埃克斯普洛拉穹丘和安德內斯穹丘，該穹丘以破冰船命名。